# Purbeckien
Le faciès purbeckien est un faciès sédimentaire de calcaires souvent fins, de marnes, d'argiles et d'évaporites, déposé dans des environnements peu profonds souvent de type laguno-lacustres. Son âge couvre la partie terminale du Tithonien (dernier étage du Jurassique) et la partie inférieure du Berriasien (premier étage du Crétacé). Le faciès purbeckien affleure sur de grandes étendues (sud de l’Angleterre, Bassin parisien, Bassin aquitain, Jura, Bavière, etc.).

## Historique et Étymologie
Le Purbeckien doit son nom aux affleurements des falaises et des carrières de la région de l’île de Purbeck dans le comté de Dorset sur la côte sud de l’Angleterre.
Il a été décrit pour la première fois par le géologue écossais Thomas Webster en 1816 sur les falaises de Durlston Bay dans l'île de Purbeck. Le terme de Purbeckien a été introduit par le minéralogiste et naturaliste français Alexandre Brongniart en 1829.
La datation du Purbeck Group se base sur l'étude des microfossiles d’oogones d’algues vertes d’eau douce du groupe des charophytes (appartenant ici essentiellement au genre Globator). Monique Feist, R.D. Lake et C.J. Wood, en 1995, attribue la partie basale du Purbeckien du Dorset au Tithonien, tandis que la majeure partie de la formation est rattachée au Berriasien.
Les affleurements anglais de la côte de la Manche montrent la succession suivante :
- les calcaires et grès marins du Portland Group, qui ont donné leur nom à l’ancien étage Portlandien (Brongniart, 1829[2]). Il correspond approximativement à l’étage Tithonien actuel ;
- les calcaires fins, marnes et argiles laguno-lacustres du Purbeck Group, qui ont donné leur nom à l’ancien étage Purbeckien (Brongniart, 1829[2]) et au faciès purbeckien, dont l’âge s’étend du Tithonien supérieur au Berriasien ;
- les argiles et grès continentaux du Wealden Group (ou Supergroup) qui ont donné leur nom au faciès wealdien d’âge Crétacé inférieur.

## Lithologie
Les faciès du Purbeckien témoignent de milieux de dépôts très peu profonds lagunaires à lacustres. Ils montrent également des environnements continentaux côtiers. Ces milieux peu agités, parfois anoxiques sont favorables à l'enregistrement, dans leurs sédiments, des fossiles qu'ils soient :
- marins peu profond, vivant dans des eaux saumâtres, salées ou sursalées ;
- d’environnement d’eau douce (lacs, chenaux…) ;
- mais aussi s'il s'agit de restes ou de traces (empreintes…) de vie continentale.

Les sédiments montrent toute la gamme des roches entre le pôle argile et le pôle des calcaires fins (voir tableau dans l'article « marne ». Les boues calcaires, après dessiccation et remaniement, prennent parfois un aspect bréchique. Les fortes évaporations en milieu marin peu profond conduisent aussi au dépôt de faciès évaporitiques (anhydrite, gypse…).
La solidité et la finesse du grain du calcaire purbeckien de la région de l’île de Purbeck en font un matériau recherché pour la construction.
Le calcaire de Solnhofen en Bavière est également célèbre pour son grain très fin : calcaire lithographique qui, comme son nom l’indique, est utilisé en lithographie.
Le gypse est exploité en carrières dans le Purbeckien de la région de Cognac dans le département français de la Charente.
Des gisements de lignite existent dans le Haut-Doubs et dans la Bresse.

## Paléontologie

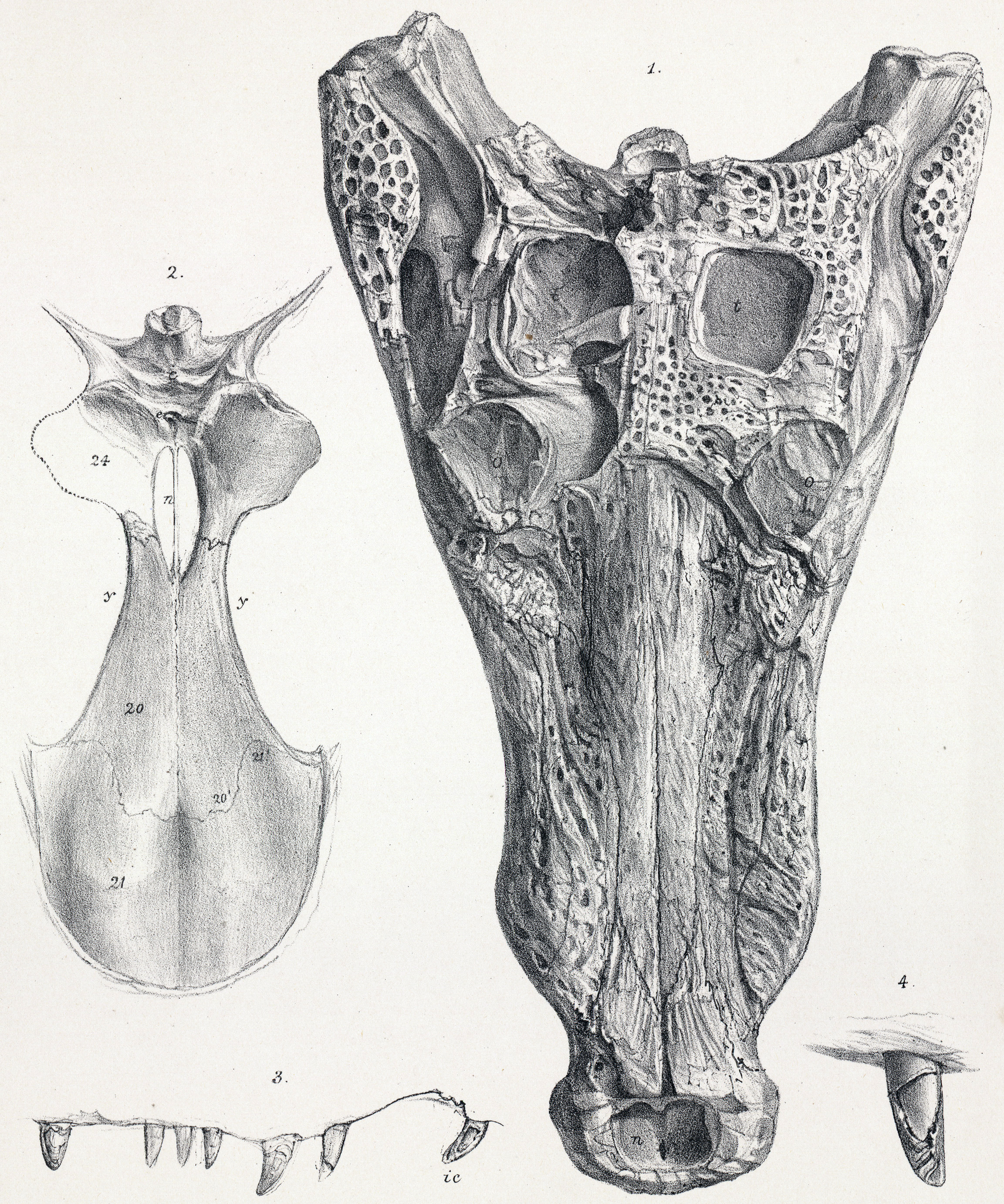
Goniopholis simus crocodilien du Purbeckien du Dorset (Angleterre).
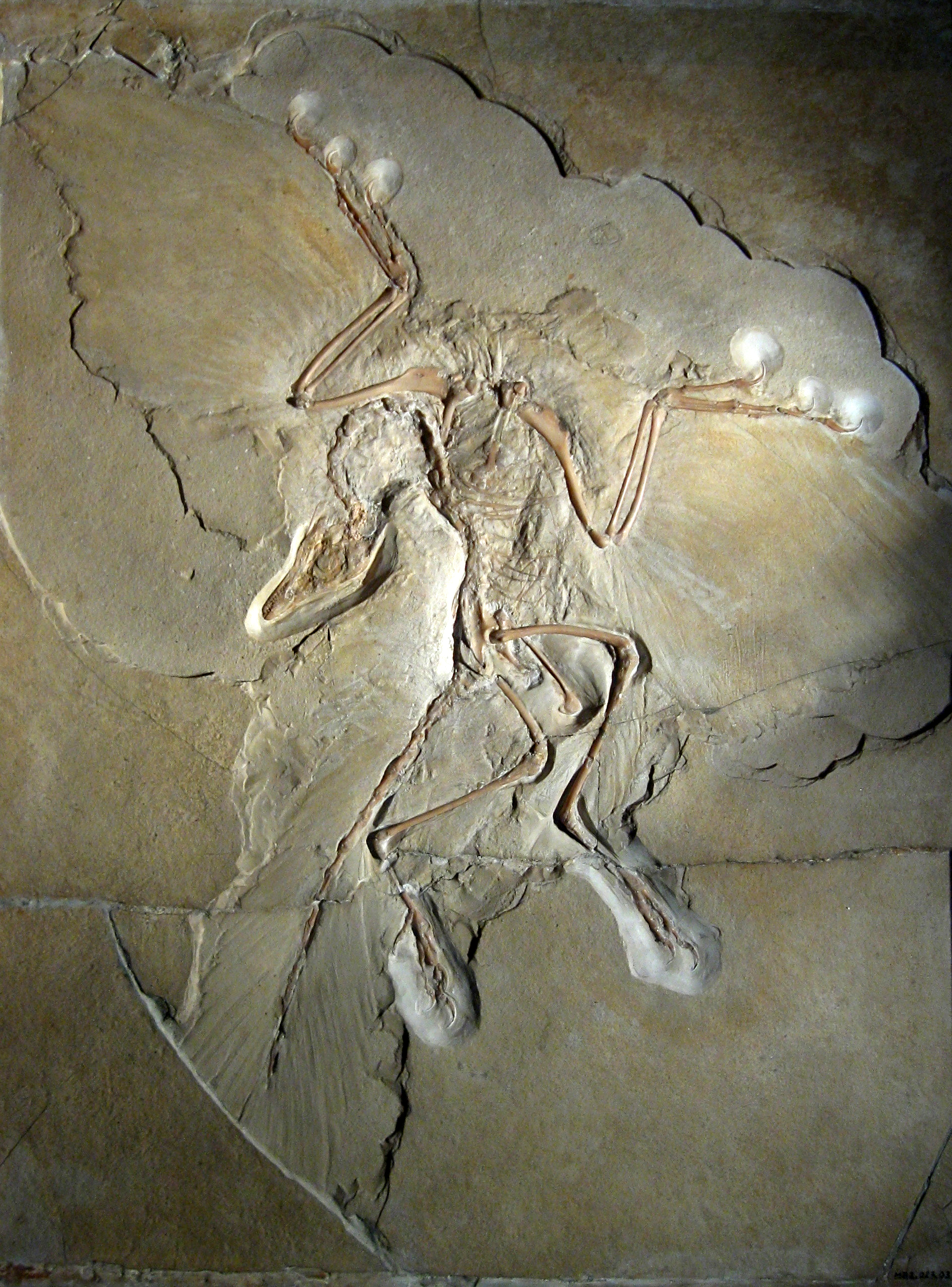
Archaeopteryx lithographica du calcaire de Solnhofen, spécimen original du musée d'histoire naturelle de Berlin.
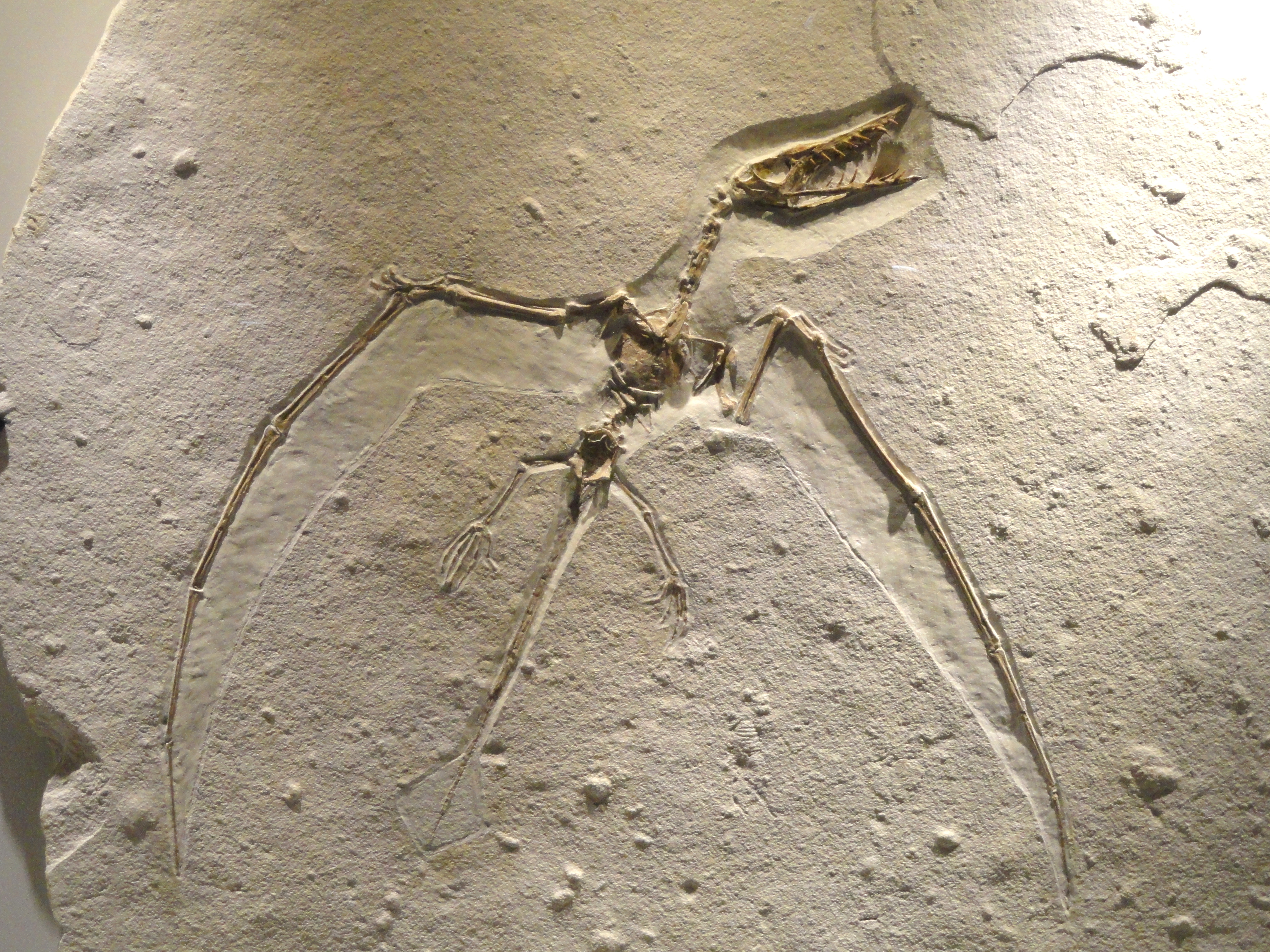
Rhamphorhynchus sp., ptérosaure du calcaire de Solnhofen.
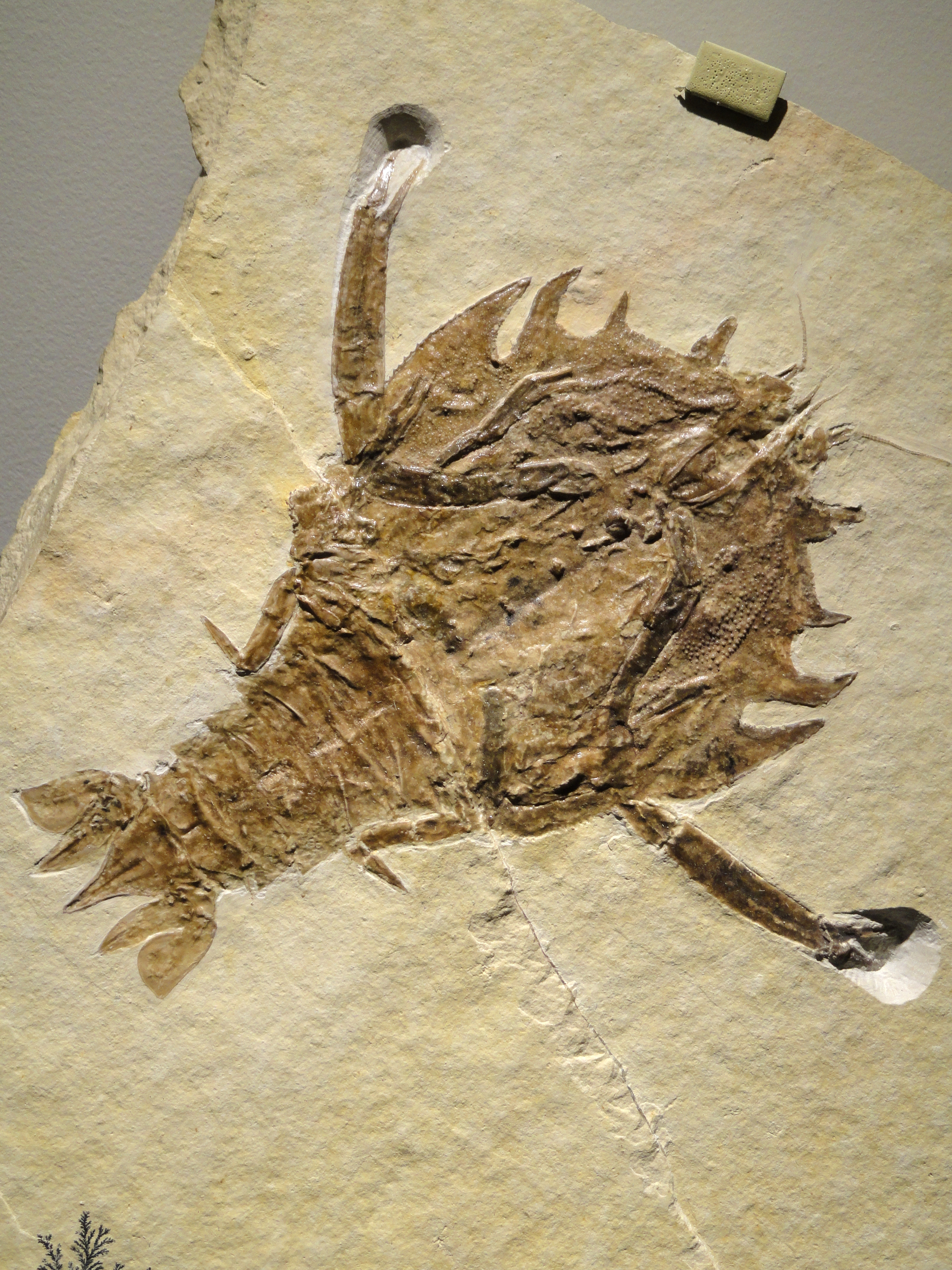
Eryon cuvieri, crustacé du calcaire de Solnhofen.
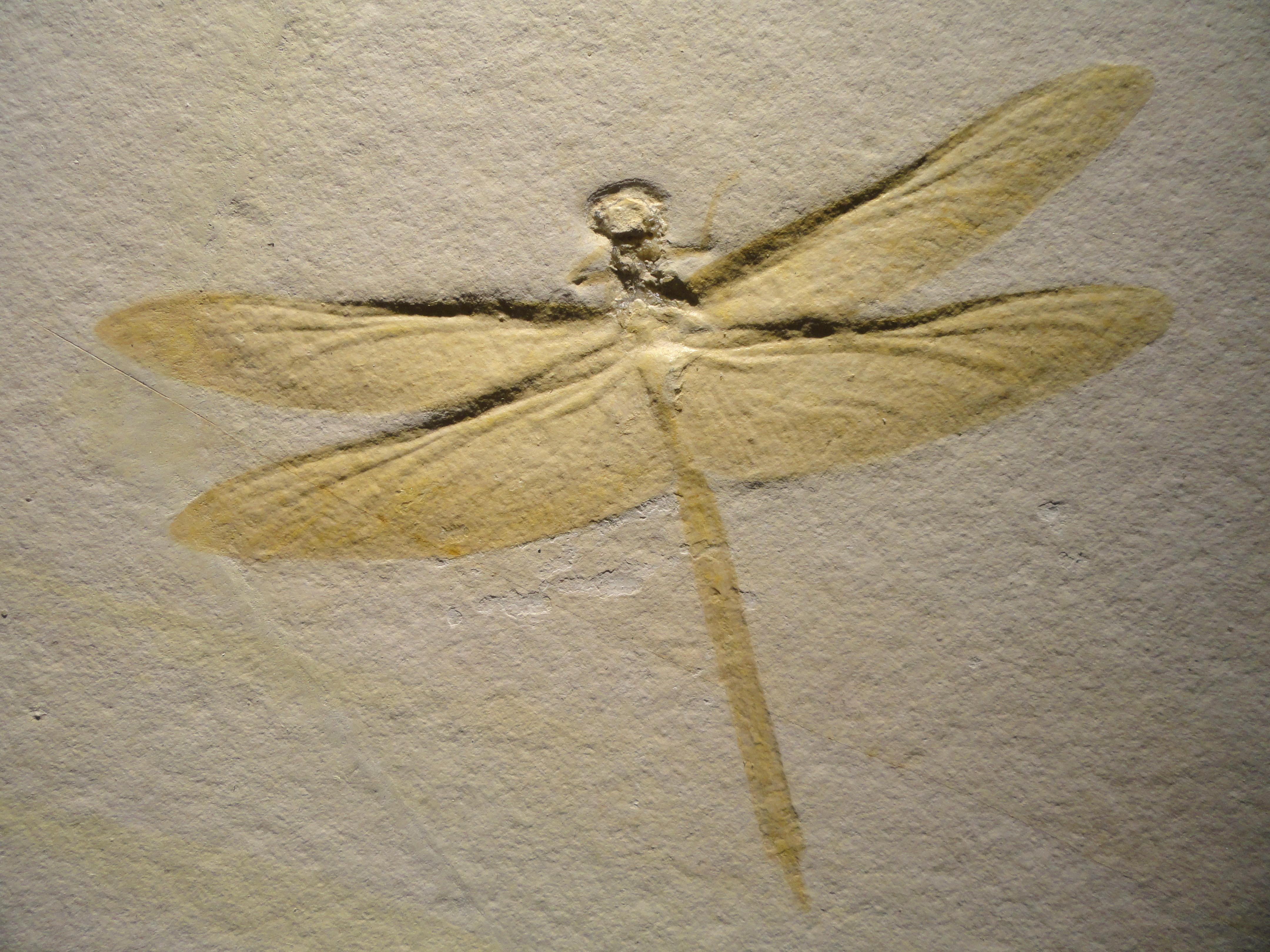
Mesurupetala sp., libellule du calcaire de Solnhofen.

L’abondance, la diversité et souvent la qualité des fossiles découverts dans le Purbeckien en font un faciès de grand intérêt scientifique renfermant certains des sites paléontologiques les plus célèbres au monde.
- La région du Dorset anglais, où a été défini le faciès purbeckien, livre :
  - des mollusques : Viviparus (Paludina), Planorbis, Melanopsis, Unio, Cyrena ;
  - de nombreux genres d’insectes ;
  - des restes de dinosaures : Owenodon, Echinodon, Opisthias[4], etc. ;
  - des crocodiliens : Goniopholis simus, « Petrosuchus » = Pholidosaurus purbeckensis et Pholidosaurus decipiens ;
  - des tortues : Chelone, Pleurosternum ;
  - des restes de mammifères (mandibules essentiellement) : Plagiaulax, Amblothenium, Stylodon, Dorsetodon, Triconodon, Spalacothenium', etc. ; 
  - des poissons téléostéens : Thrissops molossus et Pachythrissops laevis, et des cœlacanthes : Holophagus purbeckensis[1] ;
  - des crustacés isopodes, dont le très courant Archeoniscus brodei ;
  - des charophytes, algues vertes d’eau douce dont le rôle en biostratigraphie des faciès non-marins est essentiel ;
  - des troncs et des souches d’arbres silicifiés, appartenant aux groupes des cycadales ou des conifères, etc.

- Le « Konservat-Lagerstätte » du calcaire de Solnhofen dans le sud de l’Allemagne est un des sites les plus célèbres au monde pour la qualité de conservation et la variété de ses fossiles. Il a fourni des fossiles exceptionnels dont :
  - Archaeopteryx, oiseau primitif, avec ses plumes,
  - plus de 600 espèces de dinosaures dont une grande variété de Ptérosaures (vertébrés volants),
  - des libellules,
  - des crustacés dont Eryon cuvieri,
  - des méduses,
  - des fossiles de plantes continentales, etc.

- Le site paléontologique de Champblanc, dans les carrières de gypse de la commune de Cherves-Richemont, dans le département français de la Charente, à une dizaine de kilomètres au nord-est de la ville de Cognac est connu depuis le milieu du XIXe, mais n’a vraiment été exploité qu’à partir de 2001. Le gisement est un « Konzentrat-Lagerstätte » où s'est accumulée une quantité remarquable de restes de fossiles[5] :
  - crocodiliens dont Pholidosaurus purbeckensis;
  - tortues ;
  - poissons, requins ;
  - amphibiens ;
  - dinosaures dont des Camarasauridae ;
  - ptérosaures dont on retrouve aussi les traces de pas ;
  - Archaeopteryx;
  - de très nombreuses dents de petite taille dont certaines appartiennent à des mammifères ;
  - de charophytes, etc.

D’autres sites existent en France, comme dans le département du Jura, avec des pistes de pas de dinosaures sauropodes de très grande taille près du village de Coisia.